# سوء التغذية العضلي لبيكر

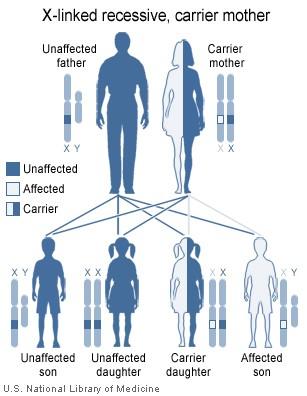
المتنحية المرتبطة بـ X هي الطريقة التي يتم بها توريث هذا الشرط

ضمور عضلة بيكر أو الضمور العضلي الضخامي الكاذب الحميد مرض وراثي ينتج عن حدوث طفرة أو اضطراب في الجين المسؤول عن إنتاج البروتين العضلي الدستروفين، ويتميز بضمور وضعف في العضلات يحدث ببطء تدريجي في الساقين والحوض، إنه نوع من الضمور. والذي يرتبط مع فقدان كتلة العضلات (الهزال)، ويختلف عن نقص التغذية العضلي الدوشني بان هناك إنتاج للدستروفين بصورة غير ثابتة، في حين يكاد يكون إنتاج هذا البروتين في نقص التغذية العضلي الدوشني معدوماً.

## الأعراض
بعض الأعراض هي:
1) ضعف العضلات، زيادة الصعوبة مع المشي تدريجيا. (صعوبة في الركض، والوثب، والقفز؛ وصعوبة في المشي ولكن القدرة على المشي قد أو قد لا يستمر طويلا في مرحلة البلوغ)
2) ضعف شديد في العضلات العلوية.
3) المشي علي رؤوس الأقدام.
4) صعوبة في التنفس
5) تشوهات الهيكل العظمي والصدر والظهر (انحناء العمود الفقري).
6) ضخامة كاذبة في عضلات الساق (تقلصات من الكعب والساقين، التشوهات العضلية).
7) تشنج العضلات.
8)استخدام مناورة جاور للنهوض من الأرض.
9)أمراض القلب واعتلال عضلة القلب التوسعي بشكل خاص.
10)ارتفاع مستويات CPK (الكرياتين فسفوكيناز) في الدم وهي أكثر شيوعا في سن مبكرة وتقل في وقت لاحق في الحياة، ربما يسبب أن انحلال العضلات يحدث بسرعة أكبر في سن مبكرة، عندما يكون هناك أيضا المزيد من الكتلة العضلية المعرضة للفساد والتدهور.
الأفراد المصابون بهذا الاضطراب عادة ما يعانون من ضعف العضلات التدريجي في عضلات الساق والحوض، والذي يرتبط بفقدان كتلة العضلات (الهزال). ويحدث ضعف العضلات أيضًا في الذراعين والعنق ومناطق أخرى، ولكن ليس بشدة بشكل ملحوظ كما هو الحال في النصف السفلي من الجسم. يتم توسيع عضلات الساق في البداية خلال سن 5-15 (محاولة من قبل الجسم للتعويض عن فقدان قوة العضلات)، ولكن يتم استبدال النسيج العضلي الموسع في نهاية المطاف بالدهون والنسيج الضام (الضمور الكاذب) حيث تصبح الأرجل أقل استخدامًا (مع استخدام الكراسي المتحركة).

## مضاعفات
احتمالية المضاعفات المرتبطة بالضمور العضلي هي عدم انتظام ضربات القلب. توضح ضمور عضلة بيكر أيضًا ما يلي:
1) اضطراب نفسي.(أقل شيوعا في الضمور لعضلة يبكر عن الضمور العضلي الدوشيني).
2) الفشل الرئوي.
3) الالتهاب الرئوي.

## علم الوراثة
هذا الاضطراب يتم توريثه بنمط الوراثة المتنحية المرتبطة X. يقع الجين على كروموسوم X. نظرًا لأن النساء لديهن كروموسوم X، وإذا كان كروموسوم X واحدًا لا يعمل بالجين، فسيحصل كروموسوم X الثاني على نسخة عمل من الجين لتعويضه، وبسبب هذه القدرة على التعويض، نادراً ما تصاب النساء بأعراض. يتم توريث جميع الضمور العضلي بطريقة مقهورة مرتبطة بـ X. يعتمد الخطر على أشقاء الفرد المصاب على حالة حامل الأم. الإناث الحامل لديهن فرصة بنسبة 50 ٪ في اجتياز طفرة الضمور العضلي الدوشيني في كل حمل. سوف يتأثر الأبناء الذين يرثون الطفرة؛ البنات الذين يرثون الطفرة تكون ناقلات. يمكن للرجال الذين لديهم ضمور عضلات بيكر إنجاب أطفال، وجميع بناتهم حاملات، لكن لا يرث أي من الأبناء طفرة والدهم. يحدث ضمور بيكر العضلي في حوالي 1.5 إلى 6 من كل 100,000 مولود ذكر، مما يجعله أقل شيوعًا من الضمور العضلي الدوشيني. تظهر الأعراض عادة في الرجال في سن 8-25 تقريبًا، ولكنها قد تبدأ أحيانًا في وقت لاحق. قد يكون من المستحسن الاستشارة الوراثية عندما يرغب الناقلون المحتملون أو المرضى في إنجاب أطفال. لا يصاب أبناء رجل مصاب بضمور بيكر العضلي بالاضطراب، لكن البنات سيكونن حاملات (وبعض الناقلات قد يعانين من بعض أعراض ضمور العضلات)، وقد يصاب أبناء البنات بالاضطراب.

## التشخيص

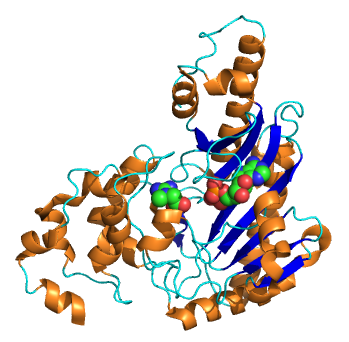
كيناز الكرياتين

فيما يتعلق بتشخيص أعراض الضمور لعضلة بيكر، يشبه ذلك تطور الضمور العضلي في دوشين. يشير الفحص البدني إلى قلة عضلات الصدر والجزء العلوي من الذراع، خاصةً عندما لا يلاحظ المرض خلال سنوات المراهقة المبكرة. يبدأ هزال العضلات في الساقين والحوض، ثم ينتقل إلى عضلات الكتفين والرقبة. تضخم العضلات في ربلة الساق (تضخم كاذب) واضح للغاية. من بين الاختبارات التي أجريت:
1)خزعة العضلات (تزيل قطعة صغيرة من النسيج العضلي، عادة من الفخذ، للتحقق من وجود ضمور في خلايا العضلات).
2)اختبار الكرياتين كيناز (يتحقق من مستوى بروتينات الكرياتين كيناز في الدم. عادة ما توجد بروتينات الكرياتين كيناز داخل خلايا العضلات السليمة، ولكن يمكن العثور عليها في الدم عند تلف خلايا العضلات).
3)تخطيط كهربائية القلب (يوضح أن الضعف ناتج عن تدمير الأنسجة العضلية بدلاً من تلف الأعصاب).
4)الفحص الجيني (يبحث عن الحذف أو التكرار أو طفرة في الجين الضار).

## العلاج
لا يوجد علاج معروف لضمور عضلات بيكر حتى الآن. يهدف العلاج إلى التحكم في الأعراض لزيادة نوعية الحياة التي يمكن قياسها عن طريق استبيانات محددة. يتم تشجيع النشاط بحيوية. قد يؤدي الخمول (مثل الراحة في الفراش) أو الجلوس لفترة طويلة إلى تفاقم مرض العضلات. قد يكون العلاج الطبيعي مفيدًا للحفاظ على قوة العضلات. قد تعمل الأجهزة العظمية مثل الدعامة والكراسي المتحركة على تحسين القدرة على الحركة والرعاية الذاتية. من المعروف أن المنشطات (المثبطة) المناعية تساعد في إبطاء تطور ضمورعضلة بيكر. يساهم عقار بريدنيزون في زيادة إنتاج بروتين اليوترين الذي يشبه إلى حد بعيد الدستروفين، وهو البروتين المعيب في ضمور عضلة بيكر. مشاكل القلب التي تحدث مع ضمور العضلات المعروف بأسم (ضمور عضلي ايميري_درافيوس) وضمور العضلات قد يتطلب جهاز تنظيم ضربات القلب.
يعد عقار Debio-025 المانع المعروف لبروتين السيكلوفيلين D، الذي ينظم تورم الميتوكوندريا استجابة للإصابة الخلوية. قرر الباحثون اختبار العقار في الفئران بعد أن أظهرت فحوصات المعمل سابقة أن حذف الجين الذي يشفر السيكلوفيلين D قلل من التورم وعكس أو منع خصائص المرض المضر بالعضلات. وفقا لمراجعة من قبل Bushby، وآخرون. إذا كان البروتين الأولي لايعمل بشكل صحيح، فربما يمكن أن يحل محل بروتين آخر عن طريق زيادته. تم تنظيم البروتينات التعويضية في نماذج الفئران المعدلة وراثيا.

## تنبؤ
تطور ضمور عضلات بيكر متغير بدرجة كبيرة - أكثر بكثير من الضمور العضلي الدوشيني. هناك أيضًا نموذج يمكن اعتباره وسيطًا بين ضمور بيكر والدوشيني (الضمور العضلي الدوشيني خفيف أو ضمور عضلات بيكر شديد). يمكن الإشارة إلى شدة المرض حسب عمر المريض في بداية المرض. أظهرت إحدى الدراسات أنه قد يكون هناك نمطان متميزان من التقدم في ضمور عضلة بيكر. بداية في حوالي سن السابعة إلى الثامنة من العمر يظهر المريض مزيدًا من التورط القلبي وصعوبة تسلق السلالم عند بلوغ سن 20 عامًا، وإذا كان العمر حوالي 12 عامًا، يكون هناك انخفاض في مشاركة القلب. يمكن أن تتأثر نوعية الحياة لمرضى ضمور عضلة بيكر بأعراض الاضطراب. ولكن مع الأجهزة المساعدة، يمكن الحفاظ على الاستقلال. لا يزال الأشخاص المتضررين من ضمور عضلات بيكر يحافظون على أنماط الحياة النشطة.

## التاريخ
تم تسمية ضمور بيكر العضلي على اسم الطبيب الألماني بيتر إميل بيكر الذي نشر مقالة حول هذا الموضوع في عام 1955.

## روابط خارجية
- www.beckerMD.org - Website for BMD patients and caregivers
- Muscular Dystrophy; Becker Type; BMD - Information on Molecular Genetics in Becker Muscular Dystrophy from NCBI (OMIM)
- GeneReviews/NCBI/NIH/UW entry on Dystrophinopathies
- Muscular Dystrophy Campaign - UK charity that fights all forms of muscle disease.
- Dystrophy.com - Extensive information about muscular dystrophies
- Parent Project USA
- Muscular Dystrophy Association's website in Greece
- Life With Muscular Dystrophy